# Did It Again (Shakira)
Did It Again è un singolo della cantante colombiana Shakira, pubblicato il 16 ottobre 2009 come secondo estratto dal terzo album in studio in lingua inglese, She Wolf. In Spagna e America Latina, il brano è stato pubblicato in spagnolo con il titolo di Lo hecho está hecho. È stato scritto dalla cantante in collaborazione con Pharrell Williams, e prodotto dalla stessa e dai The Neptunes. In Italia la rotazione radiofonica è iniziata il 20 novembre 2009.

## Promozione

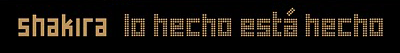
Logo di Lo hecho está hecho

Shakira ha interpretato il brano durante gli MTV Europe Music Awards 2009 a Berlino il 5 novembre 2009. La cantante ha inoltre eseguito dal vivo la canzone il 15 novembre nell'edizione britannica di X Factor.

## Tracce
France Digital Download
1. Did It Again (Album Version) - 3:12

Germany Maxi-CD
1. Did It Again (Album Version) - 3:12
2. Did It Again (Benassi Remix) (featuring Kid Cudi) - 5:55

## Video musicale
Il videoclip della canzone è stato diretto da Sophie Muller e realizzato tra il 17 settembre e il 18 settembre 2009 a Los Angeles. È stato pubblicato il 30 ottobre dello stesso anno. Il compagno di Shakira nel video è il b-boy Daniel Cloud Campos che ha ballato a fianco di Madonna nel Re-Invention Tour e Confessions Tour.

## Classifiche
| Classifica (2009)              | Posizione massima |
| ------------------------------ | ----------------- |
| Austria                        | 34                |
| Estonia                        | 24                |
| Europa                         | 5                 |
| Germania                       | 34                |
| Irlanda                        | 17                |
| Italia                         | 15                |
| Messico                        | 1                 |
| Repubblica Ceca                | 47                |
| Slovacchia                     | 18                |
| Spagna                         | 12                |
| Svezia                         | 36                |
| Svizzera                       | 29                |
| Regno Unito                    | 26                |
| U.S. Billboard Latin Pop Songs | 1                 |